# انچاوی، جامایکا
انچاوی، جامایکا (به لاتین: Anchovy, Jamaica) یک منطقهٔ مسکونی در جامائیکا است که در Saint James Parish, Jamaica واقع شده‌است.

## خصوصیات
انچاوی ۳٬۶۳۳ نفر جمعیت دارد و ۲۷۴٫۹۳ متر بالاتر از سطح دریا واقع شده‌است.